# Marquinhos de Oswaldo Cruz
Marquinhos de Osvaldo Cruz, nome artístico de Marcos Sampaio de Alcântara (Rio de Janeiro, 4 de outubro de 1961), é um cantor e compositor brasileiro.

## Biografia
Nascido em Madureira e criado em Oswaldo Cruz; bairros da Zona Norte do município do Rio de Janeiro, Capital do Estado de mesmo nome.
Surgiu musicalmente no período compreendido após a decadência do Cacique de Ramos e o começo do auge pagode romântico, ritmo com o qual não se incluiu por preferir o estilo dito “samba de raiz”; com isto, Marquinhos teve dificuldade em se inserir no grande mercado fonográfico nacional, apesar de ter certo nivel de reconhecimento entre seus pares.
Marquinhos é um dos organizadores do projeto Trem do Samba, evento cultural que desde a década de 1990 resgata as tradições antigas do samba e recupera a figura de Paulo da Portela, que no começo do século XX, quando o ritmo musical do samba era sinônimo de “vadiagem”, pegava o trem da Central do Brasil rumo a Oswaldo Cruz, para fugir das repressões policiais. Também idealizou a “Feiras das Yabás” unindo samba e gastronomia numa praça no bairro de Osvaldo Cruz.
Como membro da GRES Portela, Marquinhos de Oswaldo Cruz pode conviver com ícones de relevância para o carnaval carioca, tais como Monarco (1933-2021), Argemiro da Portela (1923-2003), Manacéa (1921-1995) e Jair do Cavaquinho (1922-2006).
Compôs o samba-enredo Raiz da Memória para a Portela, mas que acabou derrotado. Posteriormente gravaria a mesma canção com a participação da Velha Guarda da Portela.
Em 2000 grava Uma geografia popular. Lançou o CD autoral “Uma África Chamada Rio de Janeiro”, em 2022. Já em 2024 publicou seu livro de memorias “Trem do Samba – Memórias vividas e sonhadas”.
Após uma viagem para a Nigéria, no ano de 2025 Marquinhos de Oswaldo Cruz lançou o seu sexto trabalho: Agbo Ato, contendo nove sambas autorais seus e um partido-alto das antigas rodas de samba. Tendo sido produzido pelo arranjador Marlon Sette. O título, Agbo Ato, é uma referência expressão iorubá que significa “o desejo de que tudo dê certo”. É o seu primeiro álbum de samba de raiz por uma grande gravadora.

## Discografia
- 2000 - "Uma geografia popular"; selo Rob Digital.
- 2022 - “Uma África Chamada Rio de Janeiro”; selo independente.
- 2025 - “Agbo Ato”; selo Deck.

## Ligações Externas
- Marquinhos de Oswaldo Cruz[ligação inativa] no Dicionário Cravo Albin da Música Popular Brasileira
- Marquinhos de Oswaldo Cruz no Cliquemusic